# Procesul de la Craiova
Procesul de la Craiova din 1936 a fost un proces anticomunist realizat de statul român prin Consiliul de Război al Corpului I de Armată. Au fost judecați mai mulți comuniști: Ana Pauker, Șmil Marcovici, Alexandru Moghioroș, Alexandru Drăghici, Dimitar Ganev, Estera Radosovetki, Emanoil Kaufman, Andor Bernat, Vilma Kajesco, Donca Simo, Adi Ladislau și alții. Totalul pedepselor a însumat 155 de ani.
Prima oară s-a hotărât organizarea procesului la 5 iunie 1936 la București, dar din cauza unor mari manifestații pro-comuniste, procesul a fost mutat la Craiova. Principala acuzație a fost aceea de "activitate împotriva Statului Român și de tulburare a liniștii publice".